# СССР Тайшоу Чжуань
«СССР Тайшоу Чжуань. Китайская народная сказка» («Правитель») — рассказ российского писателя Виктора Пелевина, опубликованный в 1991 году в журнале «Знание — сила» (№ 5, 1991, с. 86-69) под названием «Правитель», а также под названием «СССР Тайшоу Чжуань. Китайская народная сказка» в составе сборника «Синий фонарь».

## Сюжет
«СССР Тайшоу Чжуань» является отсылкой к рассказу китайской династии Тан «Предание о губернаторе государства Нанькэ» (источник истории «Царство Нанька»). В китайском рассказе ощущается сильное влияние буддизма и даосизма. В частности, ключевой темой является даосская идеологема «жизнь похожа на сон». Китайское «Предание» рассказывает о приключениях Чунь Юкуня в незнакомой стране Софора. Однажды Чунь Юкунь напился и уснул под софорой. Затем его отправили в страну Софора, где он женился на принцессе. Там он получил престижную государственную должность. Однако спустя много лет успешной карьеры в его жизни наступает перелом: смерть принцессы, подозрения короля и репатриация. После этого Чунь Юкунь просыпается, и оказывается, что он спал в своём дворе под софорой, и это всё тот же день. Отыскав муравейник, Чунь Юкунь всё вспоминает.
В рассказе «СССР Тайшоу Чжуань» вместо рыцаря Чунь Юкуня — бездельник Чжан, который в виртуальном мире становится одним из руководителей СССР. Лидера СССР у Пелевина называют «Сыном Хлеба», а Чжана — «Колбасным». Так автор стремился подчеркнуть преобладание материализма и утилитаризма в человеческой природе. Создаётся впечатление, что советское государство под управлением Чжана является могущественным и процветающим. Однако на самом деле государственность существует там лишь номинально. Упоминая прежнего наместника, который скрывал, что у него отрублена голова, автор сатирически показывает онемение трудящихся и их погружение в мир иллюзий.
«СССР Тайшоу Чжуань», как и китайское «Предание», проникнут идеями даосизма. Важной частью обоих произведений является образ муравейника. И если в китайской философии муравей является символом всеобщей жизни и способен построить государство на рациональной основе, то у Пелевина муравейник отождествляется с тоталитарным обществом с жёсткой централизацией, полной унификацией и послушанием индивидов. С муравейниками герои произведений тоже поступают по-разному: Чунь Юкунь в «Предании» попросил друзей не трогать его, а пелевенский Чжан «развёл хлорку в двух вёдрах да и вылил её в люк».
Говоря про Китай, Пелевин в рассказе «СССР Тайшоу Чжуань» описывает типичную обстановку советского колхоза.